# Adhesión de Turquía a la Unión Europea
| Cronología |
| --- |
| Antecedentes1959: Turquía solicita ser miembro asociado de la Comunidad Económica Europea. 1963: firma del Tratado de asociación CE-Turquía (Acuerdo de Ankara). 1964: el acuerdo de asociación entra en vigor. 1970: firma del protocolo proporciona un calendario para la supresión de aranceles y cuotas sobre los bienes. 1980: congelación de las relaciones a raíz del Golpe de Estado en Turquía de 1980. 1983: las relaciones totalmente restauradas después de las elecciones. 1987: Turquía presenta su candidatura a la CEE. 1989: la Comisión Europea se niega a iniciar de inmediato negociaciones de adhesión, citando la situación económica y política de Turquía, malas relaciones con Grecia y su conflicto con Chipre, pero en general, reafirmando la posible adhesión a la meta. 1995: entra en vigor la unión aduanera entre la UE y Turquía. 1999: el Consejo Europeo reconoce a Turquía como candidato en igualdad de condiciones con otros posibles candidatos. 2002: el Consejo Europeo afirma que la UE «inicia negociaciones con Turquía» si Turquía cumple los criterios de Copenhague. Bajo el liderazgo Erdoğan2004: la Comisión Europea da visto bueno a Turquía y aconseja al Consejo de la Unión Europea iniciar negociaciones. Los miembros de la UE, firmaron en Roma el Tratado por el que se establece una Constitución para Europa. Recep Tayyip Erdoğan firmó en representación de Turquía. 2005: tras superarse los recelos de Austria y Chipre, se da inicio a las negociaciones de adhesión, condicionado a que se reconozca por parte de Turquía la república chipriota, abandone la ocupación militar de la parte septentrional de la isla y prosiga las reformas en derechos y libertades civiles. 2006: bajo la presidencia de Austria en la UE, se desbloquea la negociación de adhesión con el consentimiento de Chipre de incluir una advertencia para que Turquía cumpla sus obligaciones. 2017: se inicia un incidente diplomático entre Turquía y Países Bajos. 2019: el comité del Parlamento Europeo votó por suspender las conversaciones de adhesión. |
| Véase también: Capítulos del proceso |

La adhesión de Turquía a la Unión Europea se refiere al proceso iniciado por ambas partes con el objetivo común de lograr la membresía de dicho país en esta organización internacional. En octubre de 2005 se iniciaron las negociaciones bilaterales para la adhesión plena de Turquía en el bloque europeo y desde entonces la cuestión ha estado en la agenda para la ampliación potencial de la Unión. No obstante, ya en 1999 se le había concedido al país el estatus de candidato oficial a la adhesión sobre la base del Acuerdo de Ankara de 1963.
A partir de 2003, el gobierno de Recep Tayyip Erdoğan impulsó múltiples reformas encaminadas especialmente a colocar el Estado turco en sintonía con los parámetros que le impone la UE, para acoger a Turquía como un Estado de pleno derecho dentro de la Unión. Dentro de las reformas destaca la abolición de la pena de muerte y el paulatino progreso en el respeto de los derechos de la población kurda en el este del país. Estas reformas entre varias otras sirvieron para que la Comisión Europea aconsejara al Consejo de la Unión Europea iniciar el proceso de negociaciones para el ingreso de Turquía a la UE.
La posible membresía ha sido objeto de debate político desde la fundación de la Comunidad Económica Europea (CEE). La adhesión del país sigue siendo controvertida: aunque todos los Estados miembros de la Unión Europea (UE) han aprobado las etapas anteriores del proceso de adhesión, una parte importante de los ciudadanos turcos y de la Unión lo rechazan. Un problema importante en las negociaciones es el no reconocimiento por parte de Turquía del territorio completo de la República de Chipre, miembro de la UE y por tanto también territorio de la UE.
En noviembre de 2015, la Comisión Europea publicó un informe anual crítico. Un año después, el Parlamento Europeo votó a favor de «congelar» las negociaciones de adhesión. A pesar de que la recomendación no es vinculante para la Comisión, desde 2016 las negociaciones se han paralizado. La UE ha acusado y criticado a Turquía por las violaciones de los derechos humanos y los déficits en el estado de derecho, por lo que funcionarios de la UE han expresado que varias políticas turcas violan los criterios de Copenhague para ser miembro de la UE. Ello pese a que un acuerdo sobre los refugiados entre Turquía y la Unión impulsó brevemente las negociaciones en 2016 después del estancamiento anterior.
De los 35 capítulos necesarios para completar el proceso de adhesión, solo se han abierto 16 y uno ha sido cerrado.

## Contexto
| Estado       | Año de ingreso | Población en millones | Superficie en km² | Diputados Parlamento Europeo |
| ------------ | -------------- | --------------------- | ----------------- | ---------------------------- |
| Turquía      | —              | 84,7                  | 783,356           | (-)                          |
| Alemania     | 1958           | 82,5                  | 357.021           | 99                           |
| Francia      | 1958           | 64,2                  | 547.030           | 78                           |
| Italia       | 1958           | 59,4                  | 301.320           | 78                           |
| España       | 1986           | 47,1                  | 504.782           | 54                           |
| Polonia      | 2004           | 38,6                  | 312.685           | 54                           |
| Rumanía      | 2007           | 22,3                  | 238.391           | 35                           |
| Países Bajos | 1958           | 18,0                  | 41.526            | 27                           |
| Portugal     | 1986           | 11,3                  | 92.931            | 24                           |
| Grecia       | 1981           | 11,2                  | 131.940           | 24                           |
| Bélgica      | 1958           | 10,4                  | 30.510            | 22                           |
| Rep. Checa   | 2004           | 10,3                  | 78.866            | 24                           |
| Hungría      | 2004           | 10,1                  | 93.030            | 24                           |
| Suecia       | 1995           | 9,1                   | 449.964           | 19                           |
| Austria      | 1995           | 8,2                   | 83.858            | 18                           |
| Bulgaria     | 2007           | 7,8                   | 110.910           | 18                           |
| Dinamarca    | 1973           | 5,4                   | 43.094            | 14                           |
| Eslovaquia   | 2004           | 5,4                   | 48.845            | 14                           |
| Finlandia    | 1995           | 5,2                   | 337.030           | 14                           |
| Irlanda      | 1973           | 4,3                   | 70.280            | 13                           |
| Lituania     | 2004           | 3,5                   | 65.200            | 13                           |
| Letonia      | 2004           | 2,3                   | 64.589            | 9                            |
| Eslovenia    | 2004           | 2,0                   | 20.253            | 7                            |
| Estonia      | 2004           | 1,4                   | 45.226            | 6                            |
| Chipre       | 2004           | 0,7                   | 9.250             | 6                            |
| Luxemburgo   | 1958           | 0,5                   | 2.586             | 6                            |
| Malta        | 2004           | 0,4                   | 316               | 5                            |

La ampliación potencial de la Unión Europea (UE) refiere a las diferentes negociaciones —en proceso o hipotéticas— que eventualmente pueden conducir a la adhesión de nuevos Estados miembros dentro de esta organización internacional. Ello teniendo en cuenta que las Comunidades Europeas, fundadas en los años 50 del siglo XX, contaban originalmente con seis Estados fundadores, por lo que, además de la ampliación de contenidos de los antiguos tratados constitutivos de dichas Comunidades, la UE es el también el resultado de las sucesivas ampliaciones con la adhesión de nuevos Estados miembros. Por eso, ha crecido hasta los 28 miembros —cifra que se ha reducido a 27 tras el Brexit—, y varios estados más han solicitado su adhesión o se espera que lo hagan en los próximos años.
Hay nueve países candidatos oficiales para formar parte de la UE, los cuales son Albania, Bosnia y Herzegovina, Georgia, Macedonia del Norte,  Moldavia, Montenegro, Serbia, Turquía y Ucrania. Por su parte, Kosovo es un candidato potencial aunque se encuentra bajo administración interina de la ONU). Esto supone que todos los países creados tras la disolución de Yugoslavia tienen posibilidades de adherirse a la UE, siempre que sus economías prosperen y se solucionen sus conflictos étnicos. Además de esto, para Kosovo la diferente actitud de los Estados miembros respecto a su declaración de independencia dificulta su eventual entrada en la Unión.

## Antecedentes de las negociaciones de adhesión
Turquía y la Unión Europea mantienen una particular relación desde que en 1963 la Comunidad Económica Europea (CEE) —antecesora de la UE— firmara el Tratado de asociación con el estado turco, denominado Acuerdo de Ankara. Turquía firmó un acuerdo para una Unión Aduanera con la UE en 1995 y fue reconocido oficialmente como candidato a la plena adhesión el 12 de diciembre de 1999, en la cumbre de Helsinki del Consejo Europeo.
Desde la promulgación de la república en Turquía, el acercamiento cultural con Europa ha ido acompañado de un incremento de las relaciones comerciales y políticas entre las dos partes, hasta llegar al momento actuido en parte a razones socioeconómicas.
Después de los diez miembros fundadores, Turquía fue uno de los primeros países en convertirse en miembro del Consejo de Europa en 1949. El país también fue miembro asociado de la Unión Europea Occidental desde 1992 hasta su finalización en 2011.
Mientras que el Consejo Europeo del 11 de diciembre de 1999 también prometió a Rumanía, Eslovaquia, Letonia, Lituania, Bulgaria y Malta que iniciarían conversaciones de adhesión en 2000, Turquía fue el único país al que se le otorgó el estatus de «país candidato». En la Cumbre de Copenhague de 2002, la UE decidió postergar hasta diciembre de 2004 la decisión de abrir o no negociaciones de adhesión tan pronto como Turquía cumpliera las condiciones políticas de los criterios de Copenhague. Entre 2002 y 2003, Turquía participó en la Convención sobre el futuro de Europa —como «país candidato»— que redactó el Tratado por el que se establece una Constitución para Europa.
Una razón importante para obtener el estatus de candidato fue el inicio de reformas integrales en la ley civil turca. Bajo el gobierno de Bülent Ecevit (1999-2002) se llevó a cabo una reforma del derecho civil que, sobre todo, mejoró la condición jurídica de la mujer. Turquía también reforzó los derechos humanos y de libertad (por ejemplo, derecho de reunión y manifestación).

## El proceso bajo el liderazgo de Recep Tayyip Erdoğan

### Como primer ministro de Turquía
En 2003 el gobierno del primer ministro Recep Tayyip Erdoğan presentó un paquete de enmiendas legislativas cuando asumió el cargo. La abolición de la pena de muerte incluso en tiempos de guerra, la prohibición de la tortura, el fin de la impunidad de los agentes de policía, la libertad de reunión y manifestación y medidas contra la opresión de la minoría kurda, así como el libre uso del kurdo. No obstante, aunque se han creado estas bases legales, existen problemas con la implementación práctica.
En septiembre de 2004, un grupo de expertos de la Unión Europea determinó que ya no existía ninguna tortura sistemática tolerada por el estado en Turquía, ya que solo los individuos o grupos de personas realizaban la tortura. El estado de derecho en Turquía se fortalecerá con la adopción de una reforma de la ley penal de gran alcance, que también se aprobará en septiembre. Como resultado, el 6 de octubre, la Comisión Europea recomendó abrir negociaciones de adhesión.

#### El inicio
El 17 de diciembre de 2004, el Consejo Europeo decidió que las negociaciones con Turquía sobre la adhesión a la UE comenzarían el 3 de octubre de 2005. Sin embargo, los requisitos previos para ello serían la continuación de las reformas iniciadas, una mejora de la situación de los derechos humanos y, en particular, la firma de un protocolo adicional al Acuerdo de Ankara sobre una unión aduanera con los diez nuevos miembros de la UE (incluida la República de Chipre) antes del inicio de estas negociaciones. Otro punto fue el relativo al trato de Turquía hacia grupos religiosos que no están reconocidos oficialmente como minorías en Turquía en el sentido del Tratado de Lausana de 1923 (por ejemplo, se reconocen griegos, armenios y judíos). Además de los cristianos turcos, la UE considera que los alevís en particular no tienen suficiente igualdad.
El 29 de septiembre de 2005, los 25 embajadores de los Estados miembros de la UE se reunieron en Bruselas para establecer objetivos sobre las negociaciones de adhesión del 3 de octubre. Austria bloqueó un acuerdo y fue el único país miembro que exigió que se ofreciera a Turquía una alternativa a la membresía plena. Por su parte, el 27 de septiembre, el primer ministro danés Anders Fogh Rasmussen repitió las preocupaciones expresadas en cumbres anteriores de la UE sobre si la UE podría hacer frente a la adhesión de Turquía. Los eurodiputados del Partido Popular Europeo (PPE) en el Parlamento Europeo también abogaron por una alternativa («asociación privilegiada») a la membresía plena de Turquía.
El 3 de octubre de 2005, el Consejo de Asuntos Exteriores de la Unión Europea acordo un texto marco común en Luxemburgo. Austria renunció a su demanda de ofrecer a Turquía otro modelo como alternativa a la membresía plena, que Turquía había rechazado con vehemencia. Finalmente, la frase se mantuvo: «El objetivo común de las negociaciones es la membresía». Como compromiso, al final de las negociaciones de adhesión, «después de diez o quince años», no solo se comprobará si Turquía cumple los criterios de adhesión, sino también si la Unión Europea puede hacer frente a su admisión económica y políticamente. Esto significa que los obstáculos para la admisión eran más altos que nunca para un candidato. Dado que Turquía accedió de inmediato a estas condiciones, las negociaciones de adhesión podrían comenzar formalmente como estaba previsto el 3 de octubre. Al mismo tiempo, para sorpresa de muchos observadores, se reanudaron las negociaciones con Croacia. El gobierno austriaco había hecho campaña a favor de este paso, pero al mismo tiempo negó oficialmente haber vinculado esta decisión a la cuestión de Turquía.
El Comisario de Ampliación, Günter Verheugen, publicó la evaluación anual el 9 de noviembre de 2005. En él se confirmó el progreso de Turquía en el terreno político y económico. Las principales críticas fueron la situación de los derechos humanos, la libertad de opinión y la protección de las minorías. Como ejemplo, el informe criticó el juicio contra Orhan Pamuk, que luego fue sobreseído por sus declaraciones sobre el genocidio armenio.

#### Desaceleración del proceso

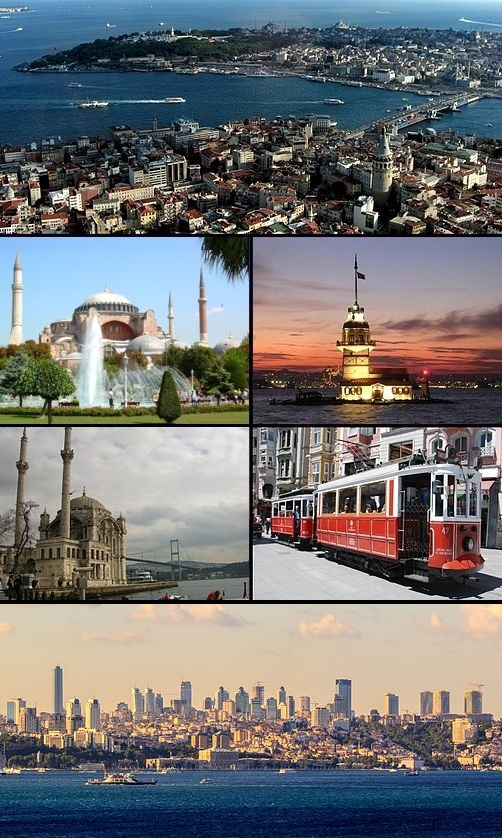
En 2010, Estambul fue la Capital Europea de la Cultura.

Dado que Turquía se negó a ratificar el Protocolo de Ankara (un protocolo adicional al Acuerdo de Ankara de 1963) antes de la cumbre de la UE en diciembre de 2006, el Consejo Europeo decidió en la cumbre suspender ocho capítulos de negociación. En mayo de 2007, Nicolas Sarkozy fue elegido presidente de Francia. Hizo campaña con promesas de detener el proceso de adhesión de Turquía y reemplazarlo con negociaciones para otro tipo de cooperación privilegiada. El mandatario expresó reservas sobre la apertura prevista del capítulo sobre política económica y monetaria en julio de 2007. El 24 de junio de 2007, el gobierno francés impidió la apertura del tercer capítulo "Política económica y monetaria" de las negociaciones de adhesión. El 27 de agosto de 2007, Sarkozy revisó su posición sobre la adhesión de Turquía a la UE y anunció que las conversaciones de adhesión continuarían bajo ciertas condiciones.
En las elecciones generales de Turquía de 2007, se confirmó al AKP como partido gobernante ya que obtuvo la mayoría absoluta de los escaños en el Parlamento. A diferencia de los partidos de oposición CHP y MHP, el AKP hizo campaña para obtener votos manteniendo el rumbo con la UE. Las otras partes habían seguido una línea más escéptica hacia la UE.
Durante la visita del presidente de la Comisión Europea, José Manuel Barroso, a Turquía en abril de 2008, se aprobaron una serie de reformas para fortalecer los derechos básicos de las minorías religiosas en Turquía. Por ejemplo, la presidencia turca para asuntos religiosos emitió una fatua que establece que se permite expresamente alejarse del Islam y adoptar otra religión. El parlamento turco decidió positivamente la devolución de los bienes confiscados hace décadas a las comunidades religiosas judía y cristiana.
El 12 de septiembre de 2010, el 57,93 % de los votantes aprobaron un referéndum constitucional. Las enmiendas a la constitución deberían hacer posibles más pasos de reforma. Sin embargo, en julio de 2011 Erdoğan anunció que suspendería las negociaciones con la UE durante la presidencia del Consejo de la Unión Europea de la República de Chipre en la segunda mitad de 2012.
Desde mayo de 2013, la represión de la policía turca contra las protestas en Turquía suscitaron críticas internacionales. En junio de 2013, los gobiernos de Países Bajos, Austria y Alemania se negaron a abrir un nuevo capítulo de negociación.

### Como presidente de la República de Turquía
El 28 de agosto de 2014, en el salón de plenos turco, Erdoğan fue proclamado oficialmente presidente de Turquía, sucediendo así, tras ser elegido por primera vez en el país por los ciudadanos, a Abdullah Gül. Como primer acto, condecoró la carrera política de su predecesor, y anunció que está por llegar "una nueva Turquía". Durante su proclamación, grupos de la oposición abandonaron el salón, además de realizar desde sus tribunas lanzamientos de objetos dirigidos al recién nombrado presidente.
Tras los resultados electorales de junio de 2015 en los que su partido perdió la mayoría necesaria para formar gobierno y tras el fracaso de los partidos políticos con representación parlamentaria en llegar a acuerdos para formar un gobierno de coalición, Erdoğan convocó nuevas elecciones generales para el 1 de noviembre de ese mismo año, en las cuales su partido (AKP) volvió a recuperar la mayoría necesaria en el parlamento, después de conseguir el 49,5% de los votos, para formar un gobierno y así también allanar el camino para la reforma de la Constitución con el fin de instaurar dicho régimen presidencialista.
El 28 de mayo de 2023, ganó las elecciones presidenciales con el 52.1% de los sufragios.

Como resultado de la crisis migratoria de 2015 en Europa, se produjo un cierto acercamiento entre la UE y Turquía. En una cumbre especial en noviembre de ese año, se acordó que el Capítulo 17 sobre política económica y monetaria debería abrirse como parte de la cooperación en política de refugiados. El acuerdo fue implementado el 14 de diciembre siguiente y a principios de 2016 se alcanzaron acuerdos sobre el control migratorio. Desde el 18 de marzo, los inmigrantes de terceros países que ingresaron ilegalmente a la UE a través de Turquía podían ser devueltos. A cambio, Turquía solicitó la apertura de cinco de varios capítulos previamente bloqueados.
También hubo indicios de una solución al conflicto de Chipre, que está lastrando las negociaciones de adhesión. El presidente de los turcos chipriotas, Mustafa Akıncı, elegido en abril de 2015, y el jefe de Estado de la República griega de Chipre, Níkos Anastasiádis, abogaron por la reunificación de Chipre.
Como respuesta a las represalias que siguieron al intento de golpe de Estado en Turquía, el 24 de noviembre de 2016, 479 eurodiputados votaron a favor de congelar las negociaciones de adhesión, 37 votaron en contra y 107 se abstuvieron. La resolución es una recomendación; formalmente, las negociaciones solo pueden suspenderse por decisión de los Estados miembros de la UE. Sin embargo, solo el representante de Austria en la reunión de ministros de Relaciones Exteriores del 13 de diciembre de 2016 compartió la opinión del Parlamento de la UE, mientras que los ministros de Relaciones Exteriores de los otros Estados miembros querían que continuaran las conversaciones de adhesión con Turquía. La única declaración que se hizo fue que, en las circunstancias actuales, no se consideraría la apertura de nuevos capítulos de las negociaciones.
Tras el resultado del referéndum constitucional en Turquía el 16 de abril de 2017, varias partes pidieron la interrupción de las conversaciones mientras que Sigmar Gabriel, en representación de Alemania, elogió el papel de Turquía como socio de la OTAN y anunció que el gobierno alemán se oponía estrictamente a poner fin a las conversaciones con Turquía. En una declaración posterior del 28 de abril, el Consejo de Asuntos Exteriores de la Unión Europea decidió no detener el proceso de adhesión de Turquía a la Unión Europea. Se anunció que se respetó el resultado del referéndum turco y que continuaría el proceso de adhesión.
En la cumbre UE-Turquía celebrada en Varna en marzo de 2018, el presidente de la Comisión, Jean-Claude Juncker, desestimó los llamamientos al canciller austriaco Sebastian Kurz para que pusiera fin a las negociaciones de adhesión como una idea «simple» y «superficial». En este contexto, el presidente turco Erdoğan enfatizó que Turquía todavía estaba luchando por ser miembro de pleno derecho de la UE.
En junio de 2018, el Consejo de Asuntos Generales de la UE declaró que "Turquía se ha alejado más de la Unión Europea. Por lo tanto, las negociaciones de adhesión de Turquía se han estancado y no se pueden considerar más capítulos para abrir o cerrar, y no se prevé ningún trabajo más para la modernización de la Unión Aduanera UE-Turquía". En febrero de 2019, el comité del Parlamento Europeo votó por suspender las conversaciones de adhesión.
En octubre de 2022, un informe de la Comisión Europea criticó al gobierno turco por no avanzar hacia su objetivo de unirse al bloque, citando «graves deficiencias en el funcionamiento de las instituciones democráticas». Al mes siguiente, Erdogan se mostró dispuesto a reanudar el diálogo entre Turquía y la Unión, así como las conversaciones de cara a modernizar la unión aduanera y también las negociaciones de adhesión.

## Criterios de Copenhague
| Lo que un nuevo Estado miembro debe cumplir para adherirse a la Unión Europea |
| --- |
| Criterio político la existencia de instituciones estables que garanticen la democracia, el Estado de derecho, el respeto de los derechos humanos y el respeto y protección de las minorías. |
| Criterio económico la existencia de una economía de mercado viable, así como la capacidad de hacer frente a la presión competitiva y las fuerzas del mercado dentro de la Unión.            |
| La capacidad para asumir las obligaciones que se derivan de la adhesión, especialmente aceptar los objetivos de la unión política, económica y monetaria.                                   |
| Haber creado las condiciones para su integración mediante la adaptación de sus estructuras administrativas.                                                                                 |

Los criterios de Copenhague, o criterios de adhesión, son las condiciones previas que debe respetar todo país que desee convertirse en un Estado miembro de la Unión Europea (UE). Estos criterios de adhesión fueron establecidos en junio de 1993 en el Consejo Europeo celebrado en la ciudad de Copenhague (Dinamarca), de la que toman su nombre. Luego fueron completados en el Consejo Europeo de Madrid de 1995.
Toda solicitud de adhesión es objeto de un dictamen de la Comisión Europea y de una decisión del Consejo Europeo. La Comisión se basa en los criterios de Copenhague para emitir su dictamen relativo a las solicitudes de adhesión. Los criterios requieren que el Estado tenga unas instituciones que preserven la gobernabilidad democrática y los derechos humanos, una economía de mercado en funcionamiento, y que el Estado acepte las obligaciones e intenciones de la UE. Aunque se haya otorgado el estatuto de país candidato al país solicitante, eso no implica el inicio inmediato de negociaciones con vistas a la adhesión. Para ello, debe cumplir los criterios de adhesión.
Junto a los criterios de Copenhague, otros dos documentos definen la pertenencia a la Unión Europea: El Tratado de Maastricht de 1992 (Artículo 49, criterios geográficos y políticos por parte de la Comisión Europea y el Consejo de la Unión Europea), y las negociaciones marco para cada país candidato (Condiciones específicas y detalladas). Durante las negociaciones con cada país candidato, el progreso hacia el cumplimiento de los criterios de Copenhague se controla regularmente. Sobre esta base se toman las decisiones sobre cuando y como un país ha de participar, o qué acciones ha de tomar antes de unirse.

## Capítulos del proceso de negociación
| Capítulos del proceso de negociación |
| --- |
| Cerrado provisionalmente En 2006 (1) - Ciencia e investigación |
| Apertura de negociaciones En 2007 (5) - Estadísticas - Política de empresas e industrial - Protección del consumidor y de la salud - Control financiero - Redes trans-europeas En 2008 (4) - Libre movimiento de capitales - Ley de empresas - Ley de propiedad intelectual - Sociedad de la Información y Medios En 2009 (2) - Impuestos - Medio ambiente y cambio climático En 2010 (2) - Sociedad y medios de información - Seguridad alimentaria, veterinaria y política fitosanitaria En 2013 (1) - Política regional y coordinación de instrumentos estructurales En 2015 (1) - Política económica y monetaria En 2016 (1) - Provisiones financieras y presupuestarias |
| Finalización de la proyección En 2005 (2) - Adquisición pública - Política de competencia En 2006 (1) - Política social y empleo |
| Bloqueados por: Decisión del Consejo en 2006 (8) - Libre movimiento de bienes - Derecho de establecimiento de empresas y libertad para administrar servicios - Servicios financieros - Agricultura y desarrollo rural - Piscifactorías - Política de transporte - Unión de aduanas - Relaciones exteriores Veto de Chipre en 2009 (6) - Libre movimiento para trabajadores - Energía - Derechos jurídicos y fundamentales - Justicia, libertad y seguridad - Educación y cultura - Política exterior, seguridad y defensa Veto de Francia en 2007 (1) - Instituciones |

El acervo comunitario es el conjunto normativo vigente en la Unión Europea (UE). Comprende las normas originarias contenidas en los tratados fundacionales o en sus modificaciones, la legislación derivada dictada para el desarrollo de los tratados, las declaraciones y resoluciones dictadas por los organismos europeos y también los tratados internacionales suscritos por la UE.
Sin embargo, el acervo comunitario va algo más allá de las normas en sí y engloba también los objetivos políticos de la UE. Así pues, si se tuviera que resumir el acervo, se diría que comprende la experiencia comunitaria de todas las instituciones.
Los países candidatos a la entrada en la Unión Europea deben aceptar este acervo comunitario antes de la adhesión. De esta manera cuando un país hace su entrada, asume e integra todo este conjunto normativo en su legislación nacional y debe aplicarlo desde su entrada efectiva.

El conjunto de normas consta de 35 capítulos y contiene todos los actos jurídicos (ley europea) como los contratos de la Unión, que contienen reglamentos y directivas. Tras la decisión del Consejo Europeo de iniciar las negociaciones, el mandato se transfirió formalmente a la Comisión Europea, que está conduciendo las negociaciones.
Los funcionarios de la UE viajan a Turquía con relativa regularidad para revisar el progreso en la alineación de los estándares políticos, económicos y legales con las normas de la UE. Turquía debe adoptar todo el acervo jurídico de la UE en los próximos años. Los resultados de este seguimiento desembocan en un informe sobre el estado de las reformas, que la Comisión pública cada otoño. Por último, la Comisión establece si se cerrarán los capítulos de adhesión y cuándo. Tras escuchar a la Comisión y tras la aprobación del Parlamento Europeo, el Consejo de Gobiernos de la UE declara cerradas las negociaciones de adhesión y fija una fecha para la adhesión formal.
La resolución del Consejo Europeo contiene una cláusula de salida a modo de “freno de emergencia”: Si un tercio de los Estados miembros de la UE lo exigen o si el desarrollo en Turquía de las reformas exigidas por la UE en las áreas de derechos humanos, protección de las minorías y la libertad de expresión se estanca, las negociaciones se pueden suspender. El segundo obstáculo es la ratificación del tratado de adhesión en todos los Estados miembros de la UE, por decisión parlamentaria o referéndum: si falla en un solo país, la adhesión no se produce. Ante la insistencia de Austria, el tercer escollo que se fijó en el texto marco de las negociaciones de adhesión del 3 de octubre de 2005 fue que también jugaría un papel la capacidad de absorción económica y política de la Unión Europea al final de las negociaciones.

## Propuestas alternativas a la adhesión

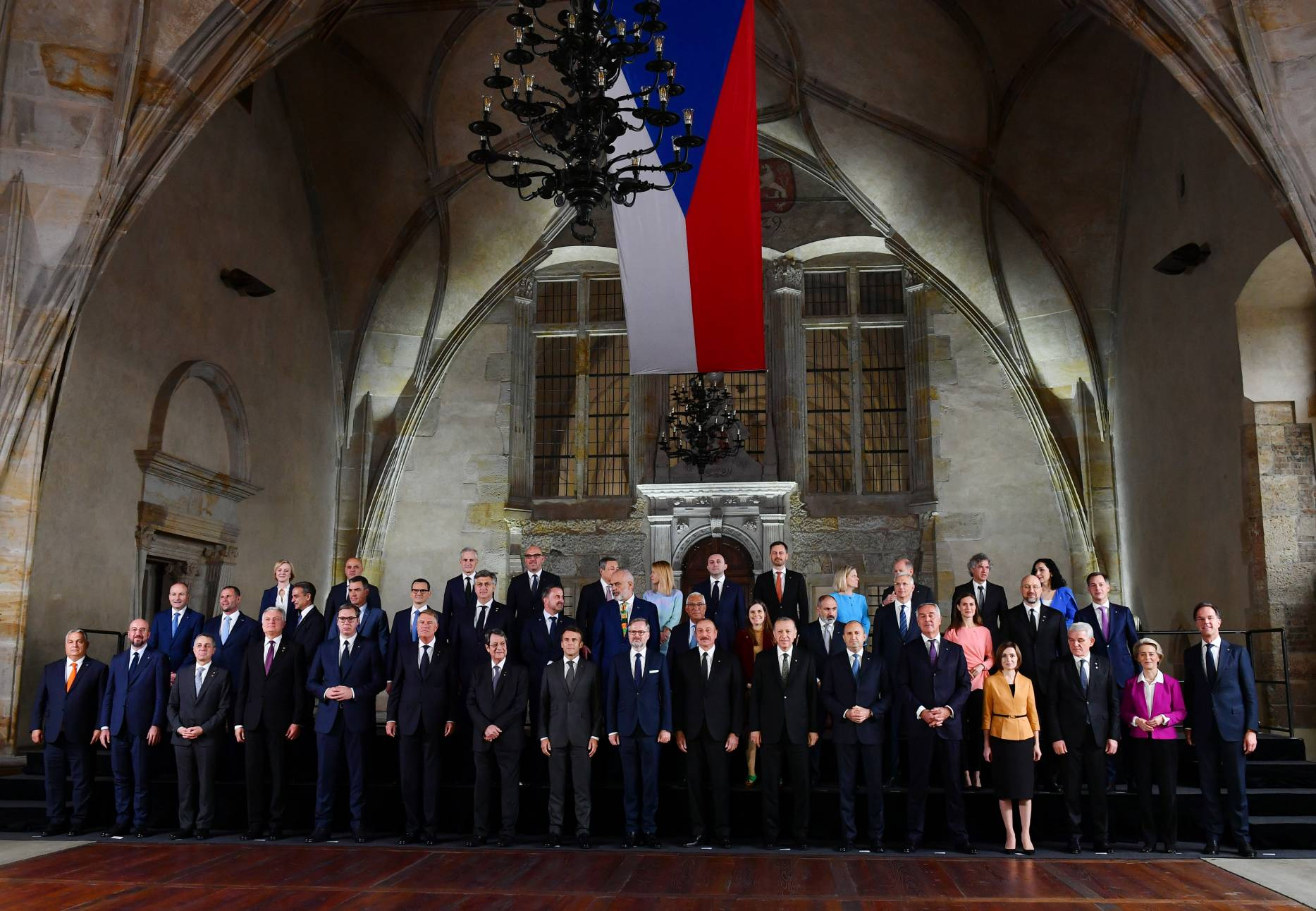
Cumbre de la Comunidad Política Europea en 2022.

Comunidad Política Europea
La Comunidad Política Europea (CPE) es una plataforma y foro para debates políticos y estratégicos sobre el futuro de Europa. El grupo se reunió por primera vez en octubre de 2022 en Praga en una cumbre que contó con participantes de 47 países europeos —los Estados miembros de la Unión Europea y otros estados cercanos, incluido el Reino Unido.—, así como el presidente del Consejo Europeo y el presidente de la Comisión Europea.
El proyecto había sido propuesto por el presidente francés Emmanuel Macron con el objetivo de proporcionar una plataforma de coordinación de políticas para los países de todo el continente y fomentar el diálogo político y la cooperación para abordar cuestiones de interés común, a fin de fortalecer la seguridad, la estabilidad y la prosperidad del continente europeo.
Unión por el Mediterráneo
La Unión por el Mediterráneo (UpM; en árabe: الإتحاد من أجل المتوسط‎ Al-Ittiḥād min ajl al-Mutawassaṭ, en francés: Union pour la Méditerranée, en inglés: Union for the Mediterranean) es una organización intergubernamental formada por un total de 43 Estados miembros de Europa y de la cuenca mediterránea. Forman parte de esta organización los 27 Estados miembros de la Unión Europea, y los 15 países socios mediterráneos del norte de África, Oriente Medio, y sudeste de Europa. Tiene su sede en Barcelona, España en el Palacio Real de Pedralbes. 

## Principales cuestiones
Al asumir el cargo de primer ministro Erdoğan declaró que la primera prioridad de su gobierno sería la culminación del complicado proceso de adhesión de su país a la Unión Europea. Durante sus primeros años al frente del ejecutivo, Erdoğan adoptó varias reformas, especialmente significativas en los ámbitos constitucional (reforma política del Estado, libertad religiosa, reforma de las Fuerzas Armadas, etc.) y penal (abolición de la pena de muerte y del delito de adulterio, suavizamiento de las penas por delitos contra el Estado, etc.) en sintonía con los parámetros democráticos exigidos para la incorporación de Estados a la UE y con la severa jurisprudencia contra Turquía, en esos ámbitos, del Tribunal Europeo de Derechos Humanos.
Su gobierno ha visto avances en la economía y gracias a su política doméstica de cambios (avance en los derechos humanos, reconocimiento de la lengua kurda, etc.) logró iniciar el proceso de adhesión a la Unión Europea en 2005. Turquía obtuvo el estatus oficial de país candidato a la adhesión europea, bajo recomendación de la Comisión Europea, que constató los intensos avances que se estaban produciendo recientemente en Turquía y calificó por primera vez su suficiencia para la candidatura oficial.
No obstante, una cierta línea crítica ha señalado la relativa parálisis reformista del Gobierno turco en los últimos años, especialmente desde la tercera victoria electoral del AKP. Aun así, pueden constatarse ciertos avances de importancia en la actitud del Estado hacia las corrientes separatistas kurdas, y también en la reforma del Estado. Erdoğan, por su parte, ha criticado la conducta de Bruselas hacia Turquía, que ha calificado en ocasiones de “doble juego”.

### Legislación europea de abolición de la pena de muerte
La Unión Europea exige la ratificación de la Convención Europea de Derechos Humanos y la total abolición de la pena de muerte como requisito para la entrada en la Unión de nuevos miembros (Criterios de Copenhague), y lo mismo sucede con el Consejo de Europa, lo que ha promovido la abolición en varios países europeos. La Carta Europea de los Derechos Humanos prohíbe para los países firmantes la pena de muerte, y reconoce a los reos el derecho a acogerse a la legislación más favorable (la de la Carta, la de la Convención Europea de Derechos Humanos, o la de las constituciones nacionales). Como resultado, en Europa no se aplica ni puede aplicarse en la práctica la pena de muerte.
Turquía, que en los últimos años está realizando gestiones para poder ingresar en la Unión Europea, ha llevado a cabo una reforma de su sistema legal. La última ejecución en Turquía tuvo lugar en 1984, momento a partir del cual existió una moratoria de facto sobre su aplicación. En agosto de 2002 se eliminó de la legislación turca la posibilidad de aplicar la pena de muerte en tiempo de paz, y en mayo de 2004 se modificó la constitución para eliminar la pena capital en toda circunstancia. Turquía firmó el Protocolo n.º 13 de la Convención Europea de Derechos Humanos en 2004.

### La Unión Europea y los kurdos
A comienzos de la década de 2000, en su proceso encaminado a la adhesión de Turquía a la Unión Europea, el Parlamento turco aprobó una serie de reformas a los derechos culturales de los kurdos, como la normativa aplicable a las retransmisiones radiofónicas y televisivas en idiomas distintos del turco (concretamente en kurdo) aprobada por el Alto Consejo Audiovisual. Estas medidas buscaban para cumplir con algunos de los criterios de la UE en materia de derechos humanos.
En el marco de la guerra contra Estado Islámico (EI), el Consejo de ministros de Relaciones Exteriores de la Unión Europea acordó en 2014 la entrega de armas a los Peshmerga (combatientes kurdos en Irak). Reunidos de urgencia en Bruselas, los cancilleres de los Estados miembros de la UE acordaron unánimemente el envío de armamentos a los kurdos que combatían a los yihadistas del EI. Sin embargo, desde entonces la UE ha reiterado su apoyo a la integridad territorial de Irak.
Por otra parte, en enero de 2016 se realizó la XII Conferencia Internacional en el Parlamento Europeo sobre la Unión Europea, Turquía y los Kurdos.
En cuanto a la emigración kurda a la UE, de los aproximadamente 2,5 millones de personas de nacionalidad u origen turco que viven en Alemania, un millón son kurdos.

### Participación militar en la política turca
Los militares turcos desempeñan un papel político en la sombra, aunque importante, puesto que se consideran los guardianes de la naturaleza secular y unitaria de la República, aunque desde 2010, están bajo el mando del poder ejecutivo nacional. En el proceso de adhesión de Turquía a la Unión Europea, el papel de los militares en la política y en la sociedad turca ha sido criticado por dicha organización internacional. Se ha argumentado que el papel amplio que tienen los militares y su intervención en la política son obstáculos importantes para la democratización de Turquía. En respuesta se han hecho algunos progresos. A modo de ejemplo: los Tribunales de Seguridad del Estado han sido abolidos y se puso fin al estado de emergencia en la región del sudeste de Turquía.

### Cambios de nombre geográfico en Turquía
Los cambios de nombre geográficos en Turquía se han realizado, periódicamente, en masa desde 1913 hasta el presente por los sucesivos gobiernos turcos. Miles de nombres dentro de la República Turca o de su predecesor el Imperio Otomano han sido cambiados de sus alternativas populares o históricas a favor de nombres reconocibles como turcos, como parte de las políticas de turquización. Los gobiernos han argumentado que esos nombres son extranjeros o divisorios, mientras que los críticos de los cambios los han calificado de chovinistas. Los nombres que se cambiaron eran generalmente de origen armenio, griego, georgiano (incluido Laz), búlgaro, kurdo, zazaki, siríaco o árabe.
Los esfuerzos de Turquía por adherirse a la Unión Europea a principios del siglo XXI han dado lugar a una disminución de la incidencia de esos cambios en el gobierno local, y más aún en el gobierno central. En algunos casos la legislación ha restituido los nombres de ciertas aldeas (principalmente las que albergan a las minorías kurda y zaza).[cita requerida] Los nombres de lugares que han cambiado formalmente persisten con frecuencia en los dialectos e idiomas locales en todo el país de diversidad étnica.

### Disputa del Egeo
La disputa del Egeo es un conjunto de cuestiones polémicas interrelacionadas durante décadas entre Grecia y Turquía sobre la soberanía y los derechos relacionados en el área del Mar Egeo. Este conjunto de conflictos ha tenido un gran efecto en las relaciones greco-turcas desde los años setenta. Dos veces provocó que las crisis se acercaran al estallido de las hostilidades militares, en 1987 y principios de 1996. Los problemas en el Egeo se dividen en varias categorías:
- La delimitación de las aguas territoriales,
- La delimitación del espacio aéreo nacional,
- La delimitación de zonas económicas exclusivas y el uso de la plataforma continental,
- La delimitación de las regiones de información de vuelo (FIR) y su importancia para el control de la actividad de vuelo militar.
- La cuestión del estatus demilitarizado asignado a algunas de las islas griegas en el área,
- Los reclamos turcos de "zonas grises" de soberanía indeterminada sobre una serie de pequeños islotes, especialmente los islotes de Imia/Kardak.

Entre 1998 y a principios de 2010, los dos países se habían acercado para superar las tensiones a través de una serie de medidas diplomáticas, particularmente con miras a facilitar la adhesión de Turquía a la Unión Europea. Sin embargo, a partir de 2018, las diferencias sobre vías diplomáticas adecuadas para una solución sustancial aún no se han resuelto.

## Opinión pública
Una importante proporción de la opinión pública turca se siente europea, aunque encuestas de 2010 comienzaron a mostrar una tendencia contraria, en tanto sólo un tercio de la población quería ser parte de la unión.

## Controversias
La candidatura es criticada ya que los turcos aún mantienen la ocupación del norte de la isla de Chipre. La isla está dividida en dos. Al sur se sitúa la República de Chipre, con población mayoritariamente grecochipriota y cristiana, reconocida internacionalmente y que es miembro de la Unión Europea. Al norte de la isla se sitúa la República Turca del Norte de Chipre, de mayoría turcochipriota y musulmana, solamente reconocida por Turquía.
Por otra parte, desde algunos sectores europeos se piensa que dejar entrar a un país musulmán a la Unión podría causar graves problemas de entendimiento. Además, a pesar de que una parte del territorio turco (Tracia Oriental) está en Europa, lo cierto es que Anatolia (que conforma la mayor parte del país) está situada geográficamente en Asia, lo que según sus detractores supone un problema básico, ya que la Unión solo permite la entrada a estados reconocidos como europeos (como el caso de Chipre).

### Límites absolutos a la Unión Europea
Aún quedan preguntas sobre la existencia de límites absolutos a la Unión Europea que pondrían fin al proceso de ampliación. El principal problema se plantea con respecto a la candidatura de Turquía. Europa es una península de Eurasia, cuyos límites sur y este "tradicionales", los Montes Urales y el Cáucaso, son objeto de discusión. Esta definición no toma en cuenta el Cáucaso Sur: por ejemplo, mientras que estados como Georgia, Armenia o Azerbaiyán, son considerados como parte de Europa, Turquía es a menudo excluida. El expresidente francés Valéry Giscard d'Estaing creía que Europa terminaba en el Bósforo y que Turquía, que sólo posee un pequeño territorio en la "parte europea" del Bósforo, no puede ser incluida. Chipre, situada al sur de Turquía y a la altura de la costa de Siria, no planteó estas cuestiones durante su acceso (por sus vínculos históricos, culturales y lingüísticos con Grecia), aunque de acuerdo con este punto de vista geográfico se sitúa también en Asia.

### Posiciones de gobiernos y partidos
- Angela Merkel:

En lo referente al proceso de ampliación de la Unión Europea, Merkel se ha opuesto a la entrada de Turquía en la Unión Europea (UE) como miembro de pleno derecho, compartiendo la opinión de la mayoría de los alemanes, que rechazan una posible adhesión de Turquía a la Unión Europea, sobre todo por temor a un aumento de la inmigración turca en Alemania que creen supondría una carga para el país y un incremento de la influencia islámica dentro la UE. Sin embargo, tras el inicio formal de las negociaciones entre la UE y Turquía, Merkel se ha comprometido a respetar los compromisos adquiridos por las instituciones de la Unión.
- Günter Verheugen: En el período 1999-2004 ocupó el cargo de comisario para la ampliación de la Unión Europea. Desde esta posición tomó parte en la proceso de ampliación de 2004 e impulsó las negociaciones de adhesión de Turquía.[54]
- Nicolas Sarkozy: Sarkozy ha manifestado repetidamente su oposición al acceso de Turquía a la Unión Europea, siendo partidario de que se le conceda un estatuto de asociación privilegiada.[55][56]
- Sylvie Goulard es poco favorable a una adhesión de Turquía a Europa. En su ensayo titulado El Gran Turco y la República de Venecia, con prefacio de Robert Badinter, explica sus reticencias a la consideración del proyecto de adhesión de Turquía a la UE : « Y evidentemente no con el fin de preservar una Europa blanca y católica, sino por el hecho de que las condiciones políticas y económicas no se dan », precisa. Esta adhesión es todavía más cuestionada en relación con el conflicto sirio. Subraya al respecto una gestión ardua de la crisis migratoria en Europa, señalando la « deriva de instituciones europeas que no funcionan correctamente ».[57]

El comisionado europeo para tratar con Turquía el tema de su adhesión a la UE, Johannes Hahn, dijo que parece que el gobierno turco ya tenía las detenciones listas contra opositores antes de que el intento de golpe de Estado estallara. La jefa política exterior de europea, Federica Mogherini, condenó las purgas, diciendo: «Lo que estamos viendo en Turquía es inaceptable».
El Ministro-presidente de Baviera, Horst Seehofer instó a la Unión Europea a suspender las negociaciones con Turquía sobre su entrada en la UE.
El Consejo Universitario Checo, hizo una comparación de la purga en instituciones educativas en Turquía con las que tuvieron lugar bajo el gobierno socialista en la antigua Checoslovaquia.
La Asociación de Universidades Europeas (AUE) se unió a las protestas hechas por la Universidad Europea de la Fundación (UEF) "fuertemente y de manera incondicional", condenó la dimisión forzada de cientos de decanas de instituciones de educación superior en Turquía tras el fallido intento de golpe de Estado en el país, y exhortó a todos los gobiernos Europeos, las universidades y los investigadores para hablar de esa situación y el apoyo a la democracia en Turquía, incluyendo la autonomía institucional y la libertad académica para investigadores y estudiantes.
El Ministro Belga de Asuntos Exteriores, Didier Reynders, dijo que las autoridades turcas habían respondido al intento de golpe de Estado de manera «desproporcional», y que él estaba alarmado por las detenciones de los jueces y de las llamadas para el restablecimiento de la pena de muerte contra los golpistas.

En un debate televisivo en septiembre de 2017, la canciller alemana Angela Merkel y su retador Martin Schulz dijeron que buscarían poner fin a las conversaciones de adhesión de Turquía con la Unión Europea.

### Islamización
La presencia del islam en Europa es uno de los principales asuntos políticos en prácticamente todos los países de la Unión Europea, especialmente a partir de 2015, año en que comenzó la crisis migratoria europea. Algunos de estos asuntos políticos suscitados por el fenómeno migratorio son el repunte del terrorismo islámico en Europa, la discriminación hacia los musulmanes, las caricaturas de Mahoma, y la vestimenta islámica. Los problemas planteados tienen relación con la libertad de expresión, la separación entre Iglesia y Estado, la discriminación, la seguridad nacional y la identidad cultural de las naciones.